# Direction générale de la Fonction publique
La Direction générale de la Fonction publique en abrégé DGFP est une direction générale du Ministère béninois du Travail et de la Fonction publique. À sa tête se trouve Ainanmon C. Eric qui est l'actuel[Quand ?] directeur général. Il est assisté par Migan Rolande Regina Henriette Ayodélé au poste de directrice adjoint.

## Description, mission, attributions
La Direction générale de la Fonction publique est l’administration chargée d'élaborer, de déterminer et d'exécuter la politique de l’État dans le domaine de la fonction publique,.

### Mission
En accord avec l'article 9 du décret n° 2021-562 daté du 03 novembre 2021 qui régit les compétences, l'organisation et le fonctionnement du ministère du Travail et de la Fonction publique, la direction générale de la fonction publique a pour mission de définir, surveiller et évaluer la politique gouvernementale en ce qui concerne la fonction publique.

### Attributions
Dans le cadre de ses fonctions, elle est chargée de,:
- Effectuer la planification et la programmation des effectifs de la fonction publique.
- Organiser le recrutement des fonctionnaires de l'État.
- Assurer le suivi de la gestion des carrières des agents de l'État.
- Gérer les départs à la retraite.
- Maintenir les archives relatives au personnel de l'État.
- Élaborer les projets de lois et de règlements concernant la fonction publique.
- Gérer les relations avec les instances judiciaires en matière de litiges administratifs.
- Organiser la discipline au sein de la fonction publique.

Elle est également responsable du secrétariat permanent : 
- Du comité consultatif paritaire de la fonction publique.
- De la conférence des gestionnaires des ressources humaines.
- Du conseil national de discipline.

## Siège
La direction générale de la fonction publique  est à Cotonou.